# 三島共立病院
三島共立病院（みしまきょうりつびょういん）は、医療法人社団静岡健生会が静岡県三島市に設置する病院。
全日本民主医療機関連合会（民医連）に加盟している。

## 診療科
(この節の出典)
- 内科
- 小児科
- 循環器内科
- 消化器内科
- 整形外科
- 放射線科
- リハビリテーション科
- 皮膚科
- 呼吸器内科

## 医療機関の認定等
- 保険医療機関
- 救急指定病院
- 労災保険指定医療機関
- 公害医療機関
- 生活保護法指定医療機関
- 結核指定医療機関
- 在宅療養支援病院
- 原子爆弾被爆者一般疾病医療取扱医療機関
- 原子爆弾被爆者医療指定医療機関
- 指定自立支援医療機関（精神通院医療）
- 臨床研修病院（協力型[3]）
- 身体障害者福祉法指定医の配置されている医療機関
- 指定小児慢性特定疾病医療機関
- 無料低額診療事業実施医療機関
- このほか、各種法令による指定・認定病院であるとともに、各学会の認定施設でもある。

## 特徴
病院の理念により、差額ベッド料（個室料）を徴収していない。

## 交通アクセス
- 東海バス：JR東海・伊豆箱根鉄道「三島駅」南口④番のりばより発車「新城橋経由大平行」または「新城橋行」乗車、「宗徳院戸田入口」停留所より徒歩10分